# 阿德里亞諾皮爾
48°21′17″N 38°43′35″E / 48.35472°N 38.72639°E
阿德里亞諾皮尔（烏克蘭語：Адріанопіль）是位於烏克蘭東部的村莊，由盧甘斯克州阿爾切夫斯克區的阿爾切夫斯克市鎮負責管轄。該村始建於1743年，面積2.03平方公里，海拔高度218米，2001年人口446，人口密度每平方公里219.3人。